# Iandumoema
Iandumoema is een geslacht van hooiwagens uit de familie Gonyleptidae.
De wetenschappelijke naam Iandumoema is voor het eerst geldig gepubliceerd door Pinto-da-Rocha in 1996.

## Soorten
Iandumoema werd tot 2008 geacht monotypisch te zijn en omvatte tot dat jaar alleen de soort Iandumoema uai. In 2008 werd bekend dat een nieuwe soort, Iandumoema setimapocu, in een Braziliaanse grot was ontdekt.
In 2015 werd een derde soort in het geslacht ontdekt Iandumoema smeagol, eveneens in een Braziliaanse grot.